# The Best of Olivia Newton-John
A The Best of Olivia Newton-John Olivia Newton-John az angliai EMI Records általi kiadott  válogatásalbuma, mely Olivia 1971 és 1975 közötti folk és country jellegű sikereit tartalmazza.

## Az album dalai
- Banks of the Ohio
- If Not For You
- I Honestly Love You
- What Is Life
- Take Me Home Country Roads
- Long Live Love
- Love Song
- Air That I Breathe
- Me And Bobby McGee
- Help Me Make It Through The Night
- If You Love Me, Let Me Know
- Have You Never Been Mellow
- Please Mr Please
- If
- Angel Of The Morning
- Let Me Be There
- A Little More Love
- Everything I Own

## Kiadások
- UK: Emi Records 7243 4 94563 2 7 (CDMFPE 6430), 1998
- Japán:  EMI Japan, TOCP 53362, 2004